# Ґамарджвеба (Дедоплісцкаро)
Ґамарджвеба (груз. გამარჯვება) — село в Грузії.
За даними перепису населення 2014 року в селі проживає 1010 осіб.